# 根崎町
根崎町（ねさきちょう）は、愛知県安城市の地名。

## 地理
安城市南西端部に位置する。東は城ケ入町・西尾市、西は東端町、南は碧南市、北東は和泉町に接する。

### 学区
市立小・中学校に通う場合、学校等は以下の通りとなる。また、公立高等学校に通う場合の学区は以下の通りとなる。
| 番・番地等 | 小学校             | 中学校             | 高等学校 |
| --- | ------------------ | ------------------ | -------- |
| 荒子・石ケ入・石谷・石渕・壱丁掛・壱町掛・内浜・大川・上小久戸・萱野・北根・北半場・五佐池・下小久戸・下渡瀬・新石谷・新切・砂子・長配・堤防・西石谷・西石渕・西大川・西新切（市道東端根崎１号線以南）・西出口・西根・東石ヶ入・東石谷・東石渕・東新切（市道東端根崎１号線以南）・東出口・東家下・伏水屋・南荒子・南境目・南根・南半場・南傍示木 | 安城市立明和小学校 | 安城市立明祥中学校 | 三河学区 |
| 西新切（市道東端根崎１号線以北）・東新切（市道東端根崎１号線以北 | 安城市立丈山小学校 | 安城市立明祥中学校 |          |

### 河川
- 半場川[1]
- 朝鮮川[1]

## 歴史

### 町名の由来
湾に突出した地形から「出崎」と称していたものが転じた説、根小屋が転じた説があるという。

### 人口の変遷
国勢調査による人口および世帯数の推移。
| 1995年（平成7年）  | 528世帯 2095人 |  |
| 2000年（平成12年） | 532世帯 2014人 |  |
| 2005年（平成17年） | 569世帯 2005人 |  |
| 2010年（平成22年） | 612世帯 2079人 |  |
| 2015年（平成27年） | 643世帯 2106人 |  |
| 2020年（令和2年）  | 680世帯 2068人 |  |

### 沿革
- 1889年（明治22年） - 市制町村制施行により、同制度下の碧海郡根崎村となる[3]。
- 1906年（明治39年） - 明治村大字根崎となる[3]。
- 1955年（昭和30年） - 安城市大字根崎となる[3]。
- 1956年（昭和31年） - 安城市大字根崎により、同市根崎町が成立[3]。
- 1975年（昭和50年） - 安城市根崎町の一部が碧南市根崎町となる[3]。
- 1976年（昭和51年） - 碧南市根崎町は同市縄手町となる[3]。

## 交通
- 愛知県道安城碧南線[1]
- 愛知県道西尾知多線[1]
- 市道和泉根崎線[1]
- 市道東端城ヶ入線[1]

## 施設
- 根崎公園[1]
- 根崎簡易郵便局[1]
- 安城市農協根崎支店[1]
- 中部電力南安城変電所[1]
- 亀山製作所[1]
- 根崎保育園[1]
- 真宗大谷派宝林寺[1]
- 八幡神社[1]
- 稲荷神社[1]
- 浄土宗観音寺[1]

### WEB
1. ↑  “愛知県安城市の町丁・字一覧”.   人口統計ラボ. 2023年8月26日閲覧。
2. 1 2  総務省統計局 (2022年2月10日). “令和2年国勢調査の調査結果(e-Stat) - 男女別人口，外国人人口及び世帯数－町丁・字等” (CSV). 2023年8月2日閲覧。
3. ↑  “愛知県安城市の郵便番号一覧”.   日本郵便. 2023年8月26日閲覧。
4. ↑  “市外局番の一覧” (PDF).   総務省 (2022年3月1日). 2022年3月22日閲覧。
5. ↑  安城市役所教育振興部学校教育課学事係 (2022年4月7日). “小中学校区一覧（町別50音順）”.   安城市. 2023年10月8日閲覧。
6. ↑  “平成29年度以降の愛知県公立高等学校（全日制課程）入学者選抜における通学区域並びに群及びグループ分け案について”.   愛知県教育委員会 (2015年2月16日). 2019年1月14日閲覧。
7. ↑  総務省統計局 (2014年3月28日). “平成7年国勢調査の調査結果(e-Stat) - 男女別人口及び世帯数 －町丁・字等” (CSV). 2021年7月20日閲覧。
8. ↑  総務省統計局 (2014年5月30日). “平成12年国勢調査の調査結果(e-Stat) - 男女別人口及び世帯数 －町丁・字等” (CSV). 2021年7月20日閲覧。
9. ↑  総務省統計局 (2014年6月27日). “平成17年国勢調査の調査結果(e-Stat) - 男女別人口及び世帯数 －町丁・字等” (CSV). 2021年7月21日閲覧。
10. ↑  総務省統計局 (2012年1月20日). “平成22年国勢調査の調査結果(e-Stat) - 男女別人口及び世帯数 －町丁・字等” (CSV). 2021年7月21日閲覧。
11. ↑  総務省統計局 (2017年1月27日). “平成27年国勢調査の調査結果(e-Stat) - 男女別人口及び世帯数 －町丁・字等” (CSV). 2021年7月21日閲覧。

### 書籍
1. 1 2 3 4 5 6 7 8 9 10 11 12 13 14 15 16 17 18  「角川日本地名大辞典」編纂委員会 1989, p. 1567.
2. ↑  「角川日本地名大辞典」編纂委員会 1989, p. 1037.
3. 1 2 3 4 5 6  「角川日本地名大辞典」編纂委員会 1989, p. 1038.